# Pierwomajskij (rejon poczepski)
Pierwomajskij (ros. Первомайский) – osiedle w Rosji, w obwodzie briańskim, w rejonie poczepskim. W 2021 liczyło 685 mieszkańców.